# Клебан, Генрих
Генрих Клебан (нем. Heinrich Klebahn; 20 февраля 1859, Бремен — 5 октября 1942, Гамбург) — немецкий миколог и ботаник, пионер фитопатологии, почетный профессор Гамбургского университета.

## Биография
Генрих Клебан родился 20 февраля 1859 года в Бремене; в 1884 году он написал и защитил диссертацию в университете Йены — стал кандидатом наук. С 1885 по 1894 год он работал учителем в Бремене, а с 1894 по 1899 — в Гамбурге. Затем он стал научным ассистентом в Ботаническом саду Гамбурга. С 1905 по 1930 год Клебан работал в Институте сельского хозяйства Кайзера Вильгельма (Kaiser-Wilhelm-Institut für Landwirtschaft) в Бромберге (Быдгоще). Среди научных интересов Клебана были вопросы сельского хозяйства Восточной Пруссии: он активно занимался болезнями растений (в частности, сельдерея) и вредителями. С 1921 по 1934 год он являлся почетным профессором в Институте общей ботаники Гамбургского университета. В 1927 году он получил серебряную Медаль Лейбница (Leibniz-Medaille), присуждавшуюся Прусской академией наук. 11 ноября 1933 года Генрих Клебан был среди более 900 ученых и преподавателей немецких университетов и вузов, подписавших «Заявление профессоров о поддержке Адольфа Гитлера и национал-социалистического государства». Скончался 5 октября 1942 года в Гамбурге.

## Работы
- Die wirtwechselnden Rostpilze, 1904, ISBN 978-5873198153.
- Krankheiten des Flieders, 1909.
- Grundzüge der allgemeinen Phytopathologie. Verlag Gebrüder Borntraeger, Berlin 1912.
- Aufgaben und Ergebnisse biologischer Pilzforschung. Vorträge aus dem Gesamtgebiet der Botanik, Heft 1. Berlin: Verlag Gebrüder Borntraeger, 1914.
- Beiträge zur Kenntnis der Fungi Imperfecti: III. Zur Kritik einiger Pestalozzia-Arten in: Mycologisches Centralblatt 4,1, S. 1-19.
- Haupt- und Nebenfruchtformen der Askomyzeten: Erster Teil: Eigene Untersuchungen, Leipzig 1918.
- Die Schädlinge des Klippfisches. Ein Beitrag zur Kenntnis der salzliebenden Organismen, Hamburg 1919.